# Aups
Aups é uma comuna francesa na região administrativa da Provença-Alpes-Costa Azul, no departamento de Var. Estende-se por uma área de 64.15 km². Em 2010 a comuna tinha 2 312 habitantes (densidade: 36 hab./km²).